# Осада Эль-Кута
Осада Эль-Кута — эпизод Месопотамской кампании Первой мировой войны. Осада и взятие Кут-Эль-Амары войсками Турции под руководством Халиль Кута и Кольмара фон дер Гольца было крупным поражением британских экспедиционных войск в Месопотамии.

## Предыстория

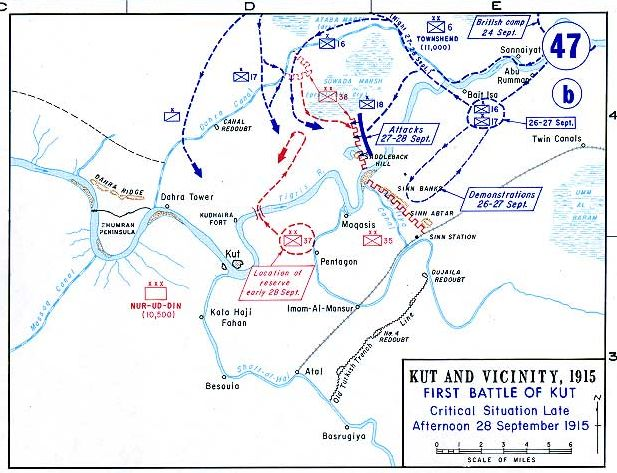
Сражение при Эль-Куте 28 сентября 1915 г.

### Сражение при Эль-Куте и поражение под Ктесифоном
28 сентября 1915 г. британско-индийский корпус под командованием генерала Таунсенда разбил под городом Эль-Кут турецкие войска под командованием генерала Нуреддина и двинулся к Багдаду. Однако под Ктесифоном англичане потерпели поражение от турок, получивших к тому времени подкрепление. Британские войска были вынуждены оставить Ктесифон.

### Отступление к Эль-Куту
После оставления Ктесифона под натиском турецких войск 6 пехотная дивизия индийской армии под командованием генерал-майора Чарльза Таунсенда 3 декабря 1915 г. отступила к городу Эль-Куту. К тому времени британско-индийские войска понесли значительные потери и насчитывали около 11 000 солдат, исключая кавалерийские части. Таунсенд принял решение закрепиться в Эль-Куте и оборонять город вместо того, чтобы продолжать отступление к Басре. Город предоставлял великолепные возможности для успешной обороны от численно превосходящего противника. Тем не менее, британские войска, закрепившись в городе, были удалены от основных сил, располагавшихся в Басре.

## Осада

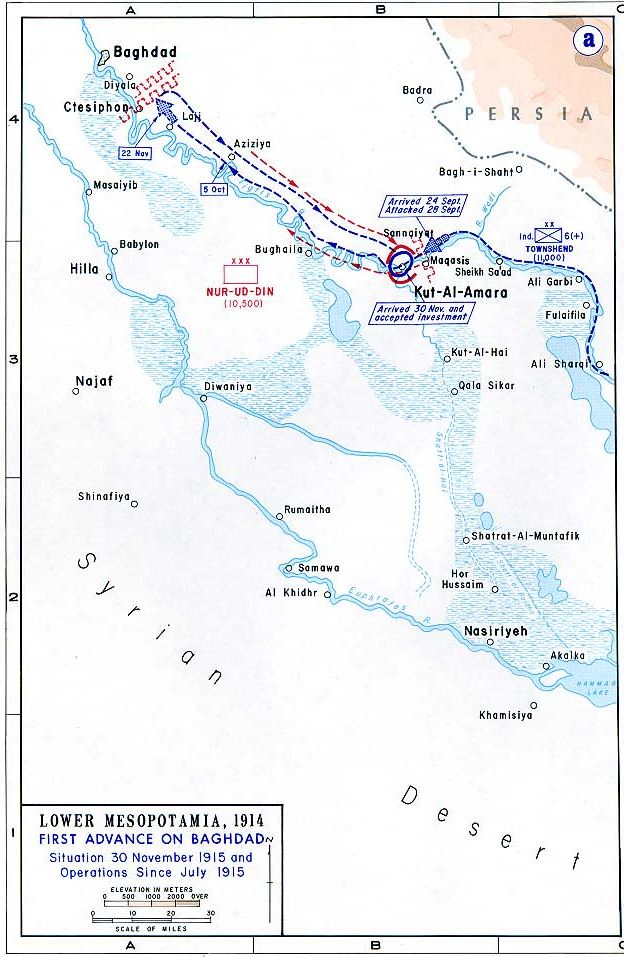
Битва при Ктесифоне и отступление в Эль-Кут

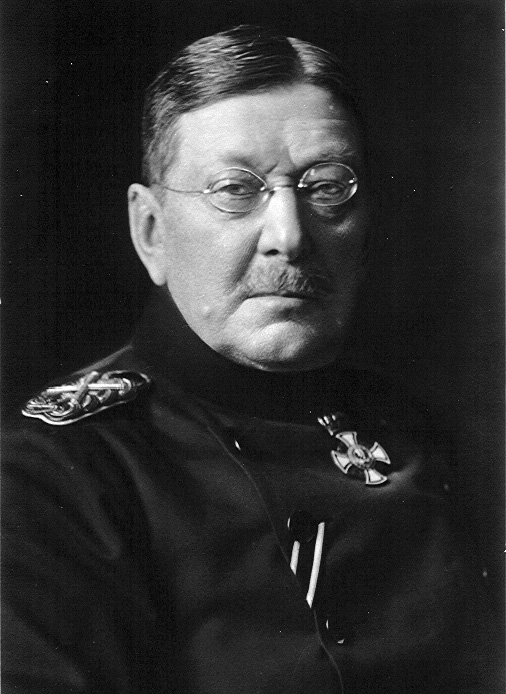
Кольмар фон дер Гольц

Турецкие войска подступили к Эль-Куту 7 декабря 1915 г. Так как стало ясно, что турки обладали достаточными силами для организации полномасштабной осады города, Таунсенд приказал кавалерии во главе с полковником Жерадом Личманом отступить к югу. Турецкие войска насчитывали около 11 000 солдат под командованием опытного немецкого генерала Кольмара фон дер Гольца. После трёх неудачных атак фон дер Гольц распорядился о строительстве осадных укреплений, не забывая также и о возможной угрозе со стороны Басры.

### Экспедиция генерала Эйлмера
Экспедицию по снятию осады с Эль-Кута возглавил генерал Эйлмер. В начале января его войска численностью 19 000 солдат уже понесли тяжёлые потери в трёх сражениях с турецкими войсками. 6 января войска Эйлмера выдвинулись к Эль-Куту. Передовой отряд Эйлмера под командованием генерал-майора Янгхазбенда наступал на Шейх Са’ад вдоль обоих берегов Тигра. Колонна Янгхазбенда столкнулась с турецкими войсками утром 6 января в 3,5 км к востоку от Шейх Са’ада. Все попытки опрокинуть турок оказались безуспешными. На следующий день к месту боёв подошли главные силы под командованием Эйлмера, начавшие решительное наступление на турецкие позиции. Янгхазбенд руководил наступлением на левом берегу Тигра, а генерал-майор Кэмбелл — на правом. После тяжёлых боёв войска Кэмбелла опрокинули турок на правом берегу, захватив пленных и 2 орудия. Тем не менее, на левом берегу турецкие войска выдержали все удары британских войск. 8 января британцы возобновили атаки, и 9 января турецкие войска оставили Шейх Са’ад. Турки отступили от Шейх Са’ада и разбили лагерь неподалёку от местечка Вади (в пер. с араб. — «речная долина») в 16 км от Шейх Са’ада. 13 января Эйлмер атаковал турецкие позиции в Вади всеми имеющимися силами, и после жестокого боя турки отступили на запад, разбив лагерь на узкой полосе земли между Тигром и болотистой долиной. Здесь, на подступах к турецкому лагерю, британские войска потерпели сокрушительное поражение, потеряв в сражении 2700 человек убитыми и ранеными. Это сражение стало роковым для защитников Эль-Кута.

### Экспедиция генерала Корринджа и капитуляция Эль-Кута

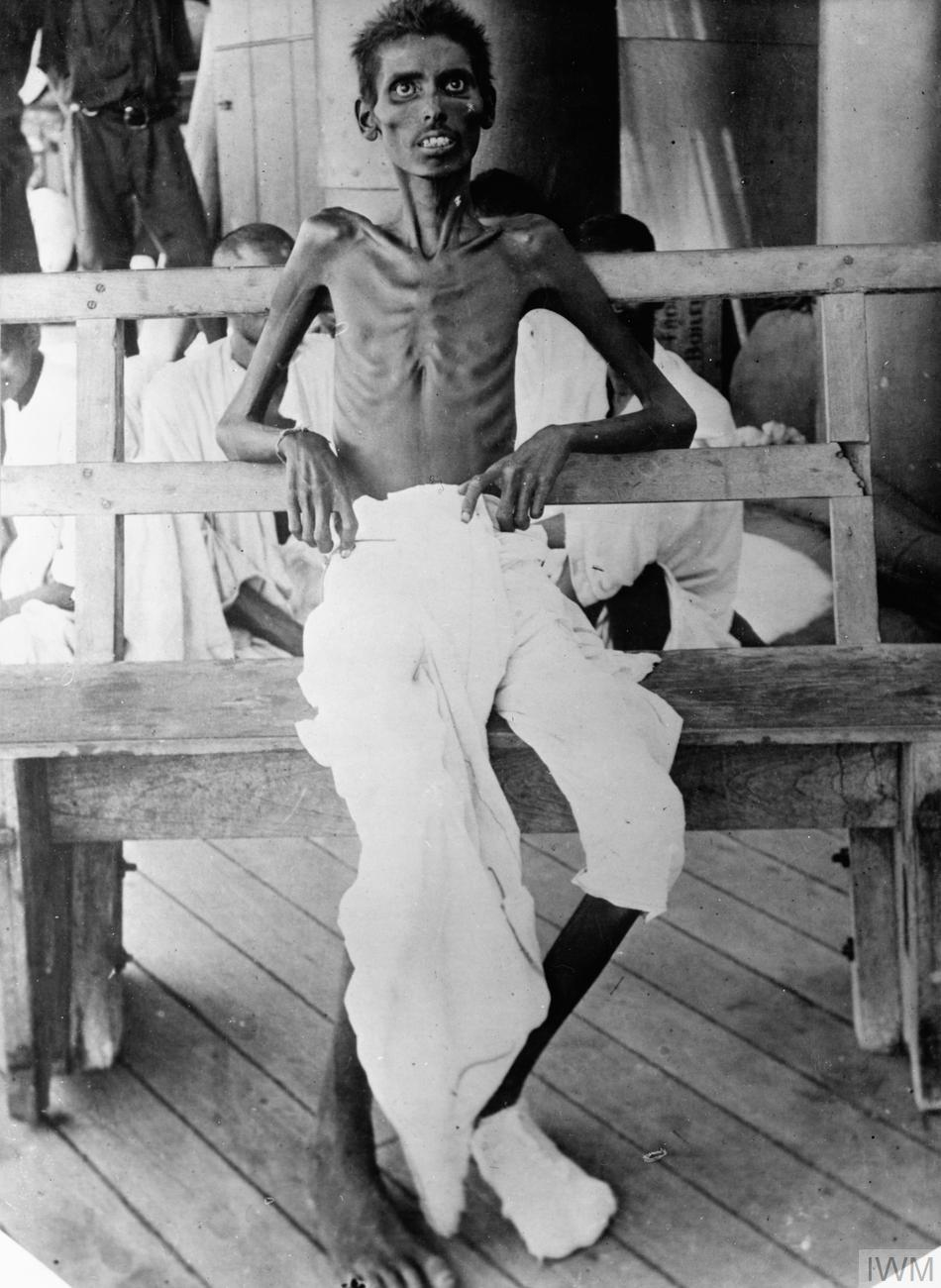
Индийский солдат, переживший осаду Эль-Кута. Лето 1916 г.

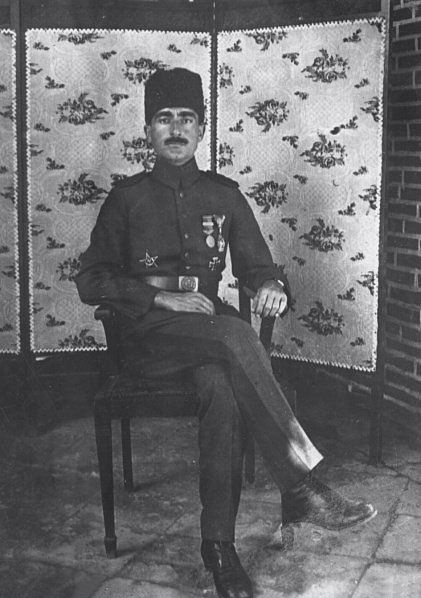
Халиль-паша. 1916 г.

Тем временем к месту боёв между британскими и турецкими войсками прибыл главнокомандующий турецкими войсками Халиль-паша во главе 20-30 тысяч солдат. Генерала Эйлмера сменил генерал Джордж Корриндж. 12 марта его войска, насчитывавшие 30 000 солдат (столько же, сколько и турецкие силы), начали успешное наступление на турецкие позиции, но были остановлены турками 22 апреля. Экспедиция по снятию осады с Эль-Кута провалилась. Британским войскам она стоила 23 000 солдат убитыми и ранеными, турки же потеряли несравненно меньше — 10 000 человек. Тем временем 19 апреля умер от тифа прославленный командующий турецкими войсками генерал фон дер Гольц. Это обстоятельство, тем не менее, уже никак не могло повлиять на общий ход событий. В осаждённом Эль-Куте начался голод. После провала секретных переговоров, в которых принял участие известный британский разведчик Эдвард Лоуренс (Лоуренс Аравийский), Таунсенд капитулировал 29 апреля 1916 года. Британские войска потерпели тяжёлое поражение. Из 8000 пленных умерли более половины англичан и не менее трети индийцев.